# Тында
Ты́нда — город (с 1917 посёлок Тындинский, статус города с ноября 1975) в Амурской области России, административный центр Тындинского района/муниципального округа (в состав района/округа не входит), административно-территориальная единица и муниципальное образование городской округ город Тында «Столица БАМа».
Распоряжением Правительства РФ от 29 июля 2014 года № 1398-р (ред. от 13.05.2016) «Об утверждении перечня моногородов» включён в список моногородов Российской Федерации с риском ухудшения социально-экономического положения.

## Этимология
Название города происходит от одноимённой реки Тында (бассейн Зеи). Гидроним же восходит к эвенкийскому «тэнды», корень которого «тэн-» переводится как «ровный перевал», «лес на ровном водоразделе», «берег террасовый», а производное «тэнди» означает «береговой», тэндэ — место, где пасут оленей.

## История

### Российская империя
В 1850-х годах горный инженер Павел Аносов открыл первые месторождения золота в реках, протекающих близ нынешнего города Тынды. По архивным данным, в 1907—1908 годах на месте Тынды был образован переселенческий участок Тындинский. Участок был спроектирован в целях освоения Дальнего Востока и был рассчитан на 108 переселенцев мужского пола. Под застройку было отдано 6058 десятин. Участок, однако, тогда так и не был заселён.
В 1917 году посёлок Тындинский стал перевалочным пунктом золотодобытчиков, в этом же году было первое упоминание о нём.

### 1920—1950-е годы
По переписи 1924 года, в посёлке проживало 180 человек.
Поселение обрело «вторую жизнь» в 1937 году, когда для освоения Дальнего Востока потребовалась железнодорожная магистраль, которая строилась силами заключённых БАМлага. Уже 1 ноября этого же года по ветке БАМ — Тында отправился первый паровоз. Вскоре поселение приобретает статус посёлка и становится одним из крупнейших населённых пунктов на севере Амурской области: согласно переписи населения, проведённой в 1939 году, там проживало около четырёх тысяч человек. 17 февраля 1941 года населённый пункт Тында был преобразован в рабочий посёлок Тындинский.
Разрабатывался план по усовершенствованию посёлка, по которому в 1943 году посёлок должен был стать городом, а к 1951 году он должен был стать областным центром. Великая Отечественная война поменяла планы развития БАМа. Война не дала посёлку Тындинскому стать городом и столицей Амурской области. Рельсы магистрали были сняты и отправлены на фронт. Продовольствие в посёлок поступало редко и только из Благовещенска.
После отделения Амурской области от Хабаровского края, в 1948 году Тындинский (тогда ещё Джелтулакский) район, который входил в состав Читинской области, вошёл в состав Амурской.

### 1960—1990-е годы
Впервые за многие годы о посёлке вспомнили уже в середине 1960-х годов, когда БАМ вновь стал нужен. Уже после того, как магистраль стала подходить к посёлку, он был переименован и получил статус города. С 15 ноября 1975 года посёлок стал городом Тындой. Строители БАМа из различных республик СССР обосновывались в новом городе, который стали называть столицей БАМа. Наблюдался большой приток населения. К концу 1990-х годов, по неофициальным данным, население города должно было достигнуть ста тысяч человек. Строительство БАМа шло быстрыми темпами, и уже в 1979 году первый поезд из Тынды отправился в Москву, а в 1984 году по маршруту Тында — Москва отправился скорый пассажирский поезд. В 1984 году в городе состоялся слёт Всесоюзных ударных комсомольских отрядов (СВУКО), была начата застройка нового микрорайона девятиэтажными домами, а в 1986 году в эксплуатацию были сданы четыре шестнадцатиэтажных жилых дома, до недавнего времени бывшие самыми высокими зданиями в области.
В 1985 году был заложен фундамент будущей обувной фабрики, которая так и осталась фундаментом, а также запущен новый мясо-молочный комбинат. В 1986 году поставка продовольствия и сырья городу была значительно урезана. По БАМу в десятки раз снизилась перевозка грузов. Но несмотря на это, город развивался, по переписи 1989 в городе проживало 62,3 тысячи человек. Численность населения достигла своего пика в январе 1991 года, по данным переписи, в городе проживало 65 тысяч человек. Но уже к концу 1990-х годов в городе насчитывалось около 47 тысячи человек. Начался резкий отток населения. Город перешёл в разряд бесперспективных, количество рабочих мест сокращалось, строительство жилых домов было прекращено. Правительство признало магистраль убыточной.

### 2000 — настоящее время
В постсоветские годы в городе наблюдался больший отток населения: по переписи 2002 года — 40,28 тыс. человек, в 2009 году — 37,8 тысяч человек, по итогам переписи 2010 года около 35,5 тыс. человек, в 2011 году было зарегистрировано 37 тысяч человек.
В 1997 году БАМ была расформирована, её западный участок был присоединён к Восточно-Сибирской железной дороге, а восточный в составе Тындинского и Ургальского отделений к Дальневосточной. Почти на пятнадцать лет в городе устанавливается период застоя.
27 июня 2005 года муниципальным советом утверждён устав Тынды
До 2010 года в Тынде не вели массовой застройки. Весной 2010 года в целях переселения граждан из ветхого и аварийного жилья появился план микрорайона Северный, который будет застраиваться новыми двух-трёхэтажными домами. В течение 2013—2014 годов микрорайон «Северный» должен быть застроен домами из быстровозводимых материалов. Для этого было решено построить предприятие по производству быстровозводимых домов, но ввиду высоких затрат, было решено закупать материалы в другом городе. В скором времени планируется возвести и сдать в постоянную эксплуатацию завод по переработке отходов. Появление завода приведёт к появлению новых специальностей в учебных заведениях города и, возможно, к притоку населения.
В 2012 году началась реконструкция главного городского стадиона БАМ, которая завершилась к лету 2013 года.
18 сентября 2012 года, впервые за несколько лет в городе, был сдан в эксплуатацию многоквартирный жилой дом, строительство которого началось ещё в начале 2000-х, но было приостановлено. В 2011 году стройка возобновилась, и уже через год 55 семей получили квартиры.
14 декабря 2012 года скончался мэр города Марк Шульц, который являлся старейшим главой города в России. Выборы нового мэра прошли 19 мая 2013 года, на которых победу одержал экс-и. о. мэра Евгений Черенков.
В 2013 году в рамках федеральной программы «Развитие аэропортов России» планировалось начать масштабную реконструкцию Тындинского аэропорта, регулярное сообщение в котором было отменено в конце 2008 года.
5 ноября 2014 года мэр города Черенков подписал Постановление № 4169 о дополнительном пенсионном обеспечении муниципальных служащих, гарантирующий дополнительную пожизненную пенсию в размере 75 % от оклада чиновникам в отставке. Данное Постановление, разрешающее по своей сути жить за счёт городской казны чиновникам на пенсии, вызвало большой резонанс.
В сентябре 2018 года на выборах мэра победила представитель КПРФ Марина Михайлова, развернувшая свою радикальную программу по преобразованию городского аппарата управления и по масштабной реконструкции города и городской среды. Приход к власти кардинально другого лица, представляющего совсем иные взгляды, чем у всех предшественников прежде, ознаменовался резкими изменениями как в политической и экономической, так и в социально-культурной среде города. Занимавшая должность депутата Тындинской Городской Думы в течение 3 созывов подряд Михайлова имела представление обо всех проблемах города, копившихся не один десяток лет. Первым же поручением мэра стал проект об отмене нашумевшего постановления главы администрации Тынды от 5 ноября 2014 года о дополнительном пенсионном обеспечении муниципальных служащих. Тем не менее, действия Михайловой были обжалованы и аннулированы районным судом по иску бывшего мэра Черенкова и некоторых других чиновников.
Несмотря на неудавшуюся попытку отменить «золотые парашюты», оптимизация структуры городской Администрации и расходов позволила ввести грамотную финансовую политику — сэкономленные средства покрыли дефицит городской казны, откуда происходит распределение средств на нужды города. Произошли сдвиги в программе расселения граждан из аварийного жилья. Проведены работы по актуализации списков нуждающихся и их расселению. Программа в стадии реализации.
Тында стала участвовать в различных региональных и федеральных кампаниях и проектах, позволившие привлекать средства на реализацию различных инициатив извне. В 2021 году была сдана в эксплуатацию аллея «Бамовский Арбат», развернувшаяся на несколько кварталов, отреставрированы Площадь 25-летия БАМа, началась реконструкция придомовых территорий, отвечающих современным стандартам.
В 2021 году развернулась первая в истории города реконструкция центральной улицы Тынды — Красной Пресни, где не обошлось без грубых нарушений со стороны подрядчика, ввиду чего сроки модернизации улицы сдвинулись. Тем не менее, устаревшая по всем параметрам улица, не соответствующая современным стандартам эксплуатации должна быть отреставрирована и сдана к осени 2022 года.
В декабре 2021 года был сдан в эксплуатацию семиэтажный комплекс Тындинской больницы. Здание, ранее числившееся на балансе «РЖД», было полностью отремонтировано и преобразовано в современное и многофункциональное больничное отделение. Больничный комплекс позволяет принимать пациентов из северных районов области и соседней Якутии, что стало важным ввиду того, что ближайшее сопоставимое по функционалу и размеру медицинское учреждение расположено в Благовещенске.

## География
Город расположен на реке Тынде (бассейн Амура), в 839 км от Благовещенска, до Москвы по железной дороге около 6,7 тыс. км, воздушным путём около 5,1 тыс. км. Расположен в восточной части, в месте впадения Геткана в Тынду, на высоте более 500 м над уровнем моря. Крупный транспортный узел на северо-западе Амурской области, в котором пересекаются линии Тайшет — Ургал и Бамовская — Беркакит. В городе растут ива, берёза, хвойные, тополь, рябина, черёмуха. Основную часть растительности составляет тайга.

## Население
| 1924    | 1939    | 1959    | 1970    | 1979    | 1982    | 1986    | 1987    | 1989    | 1990    |
| ------- | ------- | ------- | ------- | ------- | ------- | ------- | ------- | ------- | ------- |
| 180     | ↗4641   | ↘3099   | ↗3422   | ↗41 742 | ↗52 000 | ↗58 000 | ↗61 000 | ↗61 996 | ↗63 679 |
| 1992    | 1995    | 2000    | 2001    | 2002    | 2003    | 2004    | 2005    | 2006    | 2007    |
| ↘62 200 | ↘52 162 | ↘42 577 | ↘41 700 | ↘40 094 | ↗40 200 | ↘39 700 | ↘39 400 | ↘39 000 | ↘38 600 |
| 2008    | 2009    | 2010    | 2011    | 2012    | 2013    | 2014    | 2015    | 2016    | 2017    |
| ↘38 200 | ↘37 871 | ↘36 275 | ↘36 185 | ↘35 410 | ↘34 785 | ↘34 169 | ↘33 819 | ↘33 450 | ↘33 189 |
| 2018    | 2019    | 2020    | 2021    | 2023    | 2025    |         |         |         |         |
| ↘33 061 | ↘32 920 | ↗33 177 | ↘28 625 | ↘28 160 | ↘27 626 |         |         |         |         |

На 1 января 2025 года по численности населения город находился на 522-м месте из 1124 городов Российской Федерации. В области Тында занимает четвёртое место по количеству жителей после Благовещенска (239 932), Белогорска (59 901) и Свободного (48 789). Площадь города 124 км², плотность населения 222.79 человека на км².
В дореволюционное время территория современного города заселена не была. Однако уже в 1920-е годы население составило 180 человек. В период первой волны прокладки БАМа население увеличилось до 4 тыс. человек.
Большой скачок роста был замечен в 1970-е годы, тогда количество населения выросло практически в 11 раз. Своего апогея оно достигло в 1991 году и составило 65 тыс. человек. Затем наблюдался резкий спад.

## Климат
| Показатель                          | Янв. | Фев.  | Март  | Апр. | Май  | Июнь | Июль | Авг. | Сен. | Окт. | Нояб. | Дек.  | Год   |
| ----------------------------------- | ---- | ----- | ----- | ---- | ---- | ---- | ---- | ---- | ---- | ---- | ----- | ----- | ----- |
| Средний суточный максимум, °C       | −23  | −15   | −6    | 5    | 14   | 22   | 24   | 22   | 13   | 2    | −14   | −23   | 2     |
| Средняя температура, °C             | −28  | −22,5 | −13,2 | −1,5 | 7,4  | 14,6 | 17,3 | 14,3 | 7,0  | −4,9 | −19,5 | −26,9 | −4,3  |
| Средний суточный минимум, °C        | −33  | −29   | −21   | −8   | 1    | 8    | 11   | 8    | 1    | −10  | −25   | −32   | −11   |
| Норма осадков, мм                   | 6,7  | 4,2   | 8,2   | 20,1 | 39,4 | 71,6 | 85,8 | 76,3 | 48,4 | 21,4 | 12,6  | 4,7   | 399,4 |
| Источник: MSN Weather World Climate |      |       |       |      |      |      |      |      |      |      |       |       |       |

Город Тында приравнен к районам Крайнего Севера.
В Тынде резко континентальный климат с муссонными чертами. Лето короткое, но тёплое, зима морозная и сухая.
- Самые ранние заморозки в городе были отмечены 10 августа 1984 года[67].
- 29 августа 2005 года в городе выпало 55 мм осадков в виде снега[68][69].
- Самая ранняя гроза за всю историю города прошла 20 апреля 2012 года.
- 3 мая 2010 года в Тынде и Тындинском районе выпала месячная норма осадков, впервые в мае в виде снега.
- 14 октября 2011 года в Тынде произошло самое сильное землетрясение за всю историю города, магнитудой 5,9[70][71].
- 6 августа 2022 года в городе и округе был введён режим ЧС: ввиду непрекращающихся ливней из берегов вышла река Тында, подтопившая частные дома, расположенные в непосредственной близости к береговой зоне[72]. Паводок затопил спортивный стадион «БАМ», разрушил два моста, полностью отрезав около тысячи жителей микрорайонов Таёжный и Беленький от центра города[73].

## Руководители города
- с 1992 года по 2004 год — Марк Борисович Шульц;
- с 2004 года по 2008 год — Виктор Анатольевич Зубоваткин;
- с 7 мая 2008 года по 14 декабря 2012 год[74] — Марк Борисович Шульц;
- с 15 декабря 2012 года по 24 мая 2013 года — Евгений Петрович Черенков, в качестве и. о. мэра[75];
- с 25 мая 2013 года по 19 сентября 2018 года — Евгений Петрович Черенков.
- с 20 сентября 2018 года по 9 декабря 2022 года — Марина Валентиновна Михайлова
- с 10 декабря 2022 года — Игорь Сальников, в качестве и. о. мэра
- с 9 сентября 2023 года — Сергей Сергеевич Гуляев[76]

### Выборы мэра 2013—2018 годов
После смерти мэра города М.Б. Шульца в 2012 году, было объявлено о новых выборах, которые прошли 19 мая 2013 года. Из одиннадцати кандидатов, которые выдвигали свои кандидатуры на пост мэра города, осталось шестеро.
Явка избирателей оказалось низкой — 32,44 %. Главой города стал кандидат от партии «Единая Россия» — Евгений Черенков, набрав 50,55 % голосов.
С сентября 2018 пост занимает коммунистка Марина Михайлова.
Благовещенский политнаблюдатель Евгений Огородский в преддверии выборов посчитал, что:

«С учётом приличных федеральных средств, планируемых на переселение из ветхого жилья в зоне БАМа, борьба за кресло мэра Тынды предстоит жёсткая. И Эпштейну и, тем более, Черенкову по рейтингам далеко до экс-мэра, поэтому возможная победа Михайловой никого не удивит, хотя единороссы всеми силами будут стараться не допустить этого.»

Уже после объявления результатов выборов мэра города, политолог Евгений Трофимов прокомментировал победу «партии власти»:

Как и ожидалось, в лидеры вышли кандидаты от политических партий, а у самовыдвиженцев шансов не осталось. Это связано не столько с развитостью партийных структур, сколько с технологичностью выборов. Во-первых, выборы проходили в условиях низкой явки избирателей, что повышало эффективность использования административного ресурса и вело к победе кандидата от «партии власти». Во-вторых, сам победитель находился в неравных условиях с другими кандидатами и имел поддержку губернатора. Многочисленные встречи главы области с кандидатом от «ЕР» и одновременно и. о. мэра Тынды вели к ассоциированию кандидата с главой исполнительной ветви власти региона и с имеющимся у последнего государственным ресурсом."

В сентябре 2018 года мэр города Евгений Черенков проиграл очередные выборы кандидату от КПРФ М. В. Михайловой. Марина Михайлова добровольно покинула пост мэра Тынды 9 декабря 2022 года за несколько дней до того, как на неё было возбуждено уголовное дело. Тогда бывшая градоначальница объяснила свой уход состоянием здоровья. Как позже выяснилось — Марину Михайлову обвинили в злоупотреблении должностными полномочиями при ремонте Красной Пресни. В июле 2021 года Тында получила из федерального бюджета 250 миллионов рублей на капитальный ремонт главной улицы. В том же году Михайлова как мэр города подписала договор с фирмой «Карьер-А» на выполнение работ. По условиям контракта, подрядчик обязался закончить ремонт к августу 2024 года. При этом деньги ему должны были выплачивать за фактически проделанные работы.

Депутаты Тындинской городской думы назначили дату выборов мэра. Нового мэра жители Тынды выберут 9 апреля.

## Экономика
- Тындинский регион Дальневосточной ЖД;
- ПАО «Бамстроймеханизация», крупнейшая на Дальнем Востоке компания (на 2018 год среднесписочная численность сотрудников 373 чел.), специализирующаяся на строительстве железных и автомобильных дорог[83]. Годовой оборот более 10 миллиардов рублей. Основной спонсор многих социальных проектов.
- ЛПК «Тындалес», крупнейший лесопромышленный комплекс в России. (Организация находится в процессе ликвидации)
- В городе много предприятий железнодорожного транспорта:локомотивное и вагонное депо, линейные предприятия.
- Мостострой-10 — крупнейшее предприятие, специализирующееся на строительстве железнодорожных веток и мостов.

### Связь в городе
- В Тынде действует пятизначная телефонная нумерация, код города — 41656. Основные операторы фиксированной связи — ОАО «Транссвязьтелеком», номера начинаются с «5» и «9», ПАО «Ростелеком» (ранее «Дальсвязь»)[84], номера начинаются с «3» и «4» и ОАО РЖД, номера начинаются с «7».
- Сотовую связь обеспечивают три общероссийских GSM-оператора: МТС, «Билайн» и «МегаФон».

### Транспорт

#### Автомобильный транспорт
Тында является транспортным узлом. Здесь пересекаются федеральная автотрасса А360 «Лена» и железнодорожные линии БАМ и АЯМ. Общественный транспорт города представлен автобусами, маршрутными такси и такси.

#### Авиационный транспорт
В 1965 году на базе ВПП, построенной в годы Великой Отечественной войны, в городе появился аэропорт. До 2008 года аэропорт принимал самолёты типа Ан-24/Ан-26 и более лёгкие. Из-за особенностей гористого рельефа местности аэропорт, не был способен принимать широкофюзеляжные самолёты из-за сложной глиссады при заходе на посадку. С 2008 года аэропорт принимает и отправляет, в основном, чартерные рейсы. С 1 ноября 2012 года аэропорт Тынды вошёл в состав федерального предприятия «Аэропорты Приамурья».
В 2013 году планировалась масштабная реконструкция Тындинского аэропорта: удлинение взлётно-посадочной полосы до 2,5 километра и расширение до 45 метров. Тем не менее, реконструкция не началась ввиду отсутствия бюджета.
Вновь о реконструкции аэровокзала и прилегающей к нему территории сообщили в 2021 году, когда транспортный вопрос отдалённых и северных районов региона снова оказался актуальным. Первое крупномасштабное обновление пройдёт с 2022 по 2024 годы и должно завершиться к 50-летию БАМа.
Кроме того, было возоблено регулярное авиасообщение с Читой, Иркутском, Хабаровском, Владивостоком и Благовещенском. Перевозки осуществляют авиакомпании «СиЛА», «Аврора» и «ИрАэро».

#### Железнодорожный транспорт
Железнодорожный вокзал города был открыт 26 мая 1986 года, заменив деревянную постройку, выполнявшую функцию билетных касс с 1976 года. Вокзальный комплекс во многом является уникальным: здание вокзала имеет сложную ломаную форму, изображающую силуэт птицы. Высота башен составляет 48 метров, что делает здание вокзала самым высоким на Дальнем Востоке. По площади вокзал считается самым большим в Приамурье— 4000 м².
В 1984 году проект вокзального здания был удостоен третьего места на международном архитектурном конкурсе в Софии.
Станция является важным транспортным узлом региона, обладая пропускной способностью до 2000 пассажиров в сутки. Ежедневно отсюда отправляются более десятка пар пассажирских и пригородных поездов, включая единственный фирменный поезд в области — «Гилюй» сообщением Тында—Благовещенск, а также несколько десятков грузовых составов.
- Железнодорожная станция Тында
- Вокзал Тынды
- Вид на ж/д вокзал со стороны Привокзальной пл.
- Башни вокзального комплекса

## Средства массовой информации
Периодические издания
- Газета «Север-Телепорт». Издаётся с августа 2001 года. «Дочка» благовещенского издания «Телепорт. РФ».
- Газета «БАМ». Издаётся с 1976 года (создатель И. М. Шестак). С 2019 года выходит только в цифровом формате[92]. Независимое издание.
- Газета «Авангард». Издаётся со 2 ноября 1937 года и является официальным периодическим печатным изданием города.

Радиовещание
До 1 августа 2007 года в городе функционировало проводное радиовещание, но ввиду нерентабельности было прекращено.
- 102,2 Радио Шансон
- 103,2 Love Radio
- 103,6 Европа Плюс
- 104,0 Радио Ваня
- 105,4 Дорожное радио
- 106,2 Радио России / ГТРК Амур

Телевещание
В 1975 году в город впервые пришло телевидение. Эфирное телевещание представлено 4 центральными каналами: Первый Канал, Россия 1 / ГТРК Амур, РЕН ТВ и ТНТ.
В городе существует местная телекомпания «Тында-ТВ». Частные компании предоставляют услуги кабельного и спутникового телевидения.

## Культура
Для рекреационного времяпрепровождения в городе функционируют Городской парк культуры и отдыха, находящийся на стадии реставрации в рамках федерального проекта «Формирование комфортной городской среды», где помимо привычных зон отдыха и аттракционов будет установлен верёвочный парк, не имеющий аналогов в городе. Кинотеатр «Гилюй», музей истории БАМа, городской дворец культуры «Русь», Городской драматический театр, городская площадь им. 25-летия БАМа, стадион «БАМ», который помимо спортивных мероприятий рассчитан и на проведение культурных мероприятий.
Кроме того, появляются новые локации для проведения досуга: спортивные и скейт-площадки, клубы и пр.
Для развития и творчества жителей функционируют многопрофильный Центр детского творчества, музыкальная и художественная школы и городская библиотека, Комитет по делам молодёжи, детский оздоровительный лагерь «Надежда».
Ежегодно в летний период проводится конкурс по облагораживанию города среди предприятий и горожан.
С 2018 года город принимает участие в различных региональных и федеральных проектах по благоустройству города. Самым масштабным, громким и неоднозначным стала победа Тынды во Всероссийском конкурсе лучших проектов создания комфортной городской среды в 2020 году с проектом «БАМовский Арбат», который был признан одной из лучших инициатив благоустройства в России и сдан в эксплуатацию в конце 2021 года. Рекреационная зона, из которой состоит «Арбат», протянулась на несколько кварталов. Сама идея и реализация «Бамовского Арбата» по-разному была встречена горожанами, в частности, пугала стоимость проекта — 120 млн руб., много скептических настроений было и относительно самой целесообразности строительства данной аллеи. Тем не менее, данная программа стала одной из первых после десятилетий застоя в развитии города.
В 2019 году была полностью реконструирована главная площадь города — 25-летия БАМа и прилегающая к нему территория.
В 2021 году был создан с нуля сквер возле Музыкальной школы, особенностью которого стала большая инсталляция с названием города, которая видна всем въезжающим в черту города по федеральной трассе «Лена».

## Тында в произведениях искусства

### В литературе
- «БАМ, о котором так много шумели в недавние годы, имеет прямое отношение к Сталинградской битве. Правда, до 1941 года он назывался БАМлаг, а из всего, что НКВД успело создать на костях „врагов народа“, уцелела лишь станция Тында, где надобно бы ставить памятник не комсомольцам-добровольцам, а именно им — избитым, голодным, умирающим и пристреленным прямо на шпалах». (В. С. Пикуль «Площадь павших борцов»)[102]

### В музыке
- Тында упоминается в песне группы «Браво» «Московский бит».

## Скульптуры
В городе установлено множество скульптур, большинство из которых посвящено строительству БАМа.
1. Памятник Ленину. Установлен к 40-й годовщине Октябрьской революции, неоднократно переносился. Ныне расположен в сквере у Музыкальной школы;
2. Памятник-монумент землякам-тындинцам, погибшим в годы Великой Отечественной войны. Изначально был сделан из частей разобранного моста через реку Тынду. К 65-й годовщине Победы части моста сняли, их место заняла плита из чёрного гранита;
3. Бюст Героя Советского Союза Виктора Петровича Мирошниченко. Изначально стоял у сельсовета, затем перенесён к тындинскому железнодорожному вокзалу;
4. Паровоз-памятник Еа−3246. Установлен на Вокзальной площади в честь 30-летия БАМа;
5. Монумент памяти тындинцев, погибших в локальных войнах. Расположен на «Бамовском Арбате»;
6. Камень с первого километра восточного участка БАМа с надписью «Даёшь БАМ!». Установлен на площади 25-летия БАМа. На первых километрах прокладки БАМа камень застрял в ковше экскаватора так, что сдвинуть ковш долго не удавалось. После удачного вызволения экскаватора было принято решение о превращении куска скалы в скульптуру, посвящённую мужеству и труду строителям магистрали;
7. Скульптура «Мостостроитель». Мужчина с кувалдой, установлен организацией «Мостострой-10»;

1. Мемориальная доска в честь воинов железнодорожных войск БАМа;
2. Памятник «За верность долгу», посвящённый сотрудникам отдела внутренних дел, погибшим при исполнении служебных обязанностей.

- Демонтированные скульптуры:

1. «Женщина с ребёнком». Был установлен напротив Арбата, название неизвестно;
2. Стела в честь строителей БАМа, находилась на прежней городской площади. Представлял собой четыре вертикальных рельса разной высоты, символически отражающие ответвления БАМа, на лицевой грани постамента была надпись: «Комсомольск — Тайшет — Тында — Беркакит». Автор проекта архитектор Капилов. До наших дней стела не сохранилась. Она была демонтирована в связи со строительством жилых домов в районе улицы Спортивной;
3. Монумент шофёрам-первопроходцам АЯМа в честь первого дня автомобилистов.

## Образование
- Самая первая школа № 1 (ныне № 7) в Тынде находилась по ул. 2-й Пятилетки, в наши дни на этом месте расположена школа № 2 (ныне ул. Спортивная). После слияния некоторых образовательных учреждений гимназия № 2 слилась с школой № 1 и № 5, в городе осталось 5 школ.
- В Тынде находятся техникум железнодорожного транспорта и филиал Дальневосточного государственного университета путей сообщения (ДВГУПС), объединённые в 2007 году в Байкало-Амурский институт — филиал ГОУ ВПО «Дальневосточный государственный университет путей сообщения» в г. Тынде[103]. Так же в городе имеются филиалы других учебных заведений.

## Здравоохранение
- ГБУЗ АО «Тындинская стоматологическая поликлиника»
- НУЗ «Отделенческая больница на станции Тында»
- ГАУЗ АО «Тындинская больница» (центральная районная больница)
- Детская консультационная больница
- Частный медицинский центр «Родник здоровья».
- Травматологический центр II уровня, позволяющий проводить операции любой сложности. Является единственным крупнейшим учреждением подобного типа в северной части области[104][105].

## Спорт
Каждый год в городе проводятся спартакиады школ города и предприятий. В городе имеются различные спортивные учреждения:
- ДЮСШ № 2 «Локомотив», баскетбол, вольная борьба, лёгкая атлетика, самбо, настольный теннис, тяжёлая атлетика, лучшая в области баскетбольная команда.
- ДЮСШ № 3, лыжные гонки, горнолыжный спорт, хоккей -лучшая в области хоккейная команда «Авангард»[106].
- ДЮСШ № 4 «Олимп», плавание, футбол, настольный теннис, баскетбол, волейбол, большой теннис.
- Горнолыжный спуск «Усть-Корал», единственный в области.

В стадии возведения самый большой в ФОК в Амурской области. Общая площадь комплекса составит более 28 тыс. м². Строительство завершится к 50-летию БАМа.

## Археология
Изготовленные из массивных ножевидных пластин скребковидные орудия из жертвенника Гетканской писаницы датированы возрастом около 5 тыс. л. н. и находят себе аналоги в неолитических памятниках Верхнего Амура, Якутии и Северного Сахалина.

## Галерея
- Вид на Технологический мост с правого берега реки Тынды
- Вид на 16-этажные дома
- На Московском бульваре (ныне «Бамовский Арбат»)
- Драматический театр Тынды
- Тында. Возле здания «Ростелеком». Февраль 2010 года
- Улица Красная Пресня
- Московский бульвар (ныне «Бамовский Арбат»)
- Жилой комплекс на Верхненабережной улице
- Здание муниципалитета
- Собор Святой троицы
- Снег в мае